# Late Of The Pier
Late Of The Pier er et dance-punk-band fra Castle Donington i Storbritannien. Bandet har eksisteret siden 2004. Deres første album Fantasy Black Channel udkom i august 2008 på Parlophone og var produceret af Erol Alkan.

## Diskografi
- Fantasy Black Channel (2008)

| Musikgruppe | Spire Denne artikel om en britisk musikgruppe er en spire som bør udbygges. Du er velkommen til at hjælpe Wikipedia ved at udvide den. |